# 周文雍烈士祖屋
周文雍烈士祖屋，即周文雍故居，位于中国广东省江门市开平市百合镇茅冈村凤凰里。1983年3月,，列入开平县文物保护单位。该地是周文雍幼年生活过的地方，该故居内展有周文雍生前用过的生活用品等。周文雍、陈铁军烈士陵园位于故居附近。
周文雍，1905年8月生，广东开平人，1928年2月6日，周文雍、陈铁军在红花岗刑场被执行枪决，在临刑前，二人举行了著名的“刑场上的婚礼”。